# Liste von Leuchttürmen in Tunesien
Die Liste von Leuchttürmen in Tunesien nennt Leuchttürme an der Mittelmeerküste Tunesiens.

## Liste
| Name                      | Region      | Gewässer            | Position                         | Baujahr(e) | Turmhöhe | Feuerhöhe | Kennung    | Bild |
| ------------------------- | ----------- | ------------------- | -------------------------------- | ---------- | -------- | --------- | ---------- | ---- |
| Leuchtturm Sidi Bou Saïd  | Tunis       | Straße von Sizilien | 36° 52′ 27,9″ N, 10° 20′ 47,4″ O | 1840       | 12 m     | 146 m     | Fl.W.4s    |      |
| Leuchtturm Mahdia         | Mahdia      | Mittelmeer          | 35° 30′ 28,7″ N, 11° 4′ 47,1″ O  | 1890       | 15 m     | 26 m      | Fl.R.5s    |      |
| Leuchtturm Ras Taguerness | Djerba      | Mittelmeer          | 33° 49′ 22,1″ N, 11° 2′ 33,9″ O  | 1895       | 49 m     | 64 m      | Fl.W.5s    |      |
| Leuchtturm von Cap Bon    | El Haouaria | Mittelmeer          | 37° 4′ 21,5″ N, 11° 3′ 19,7″ O   | 1875       | 20 m     | 126 m     | Fl.(3) W20 |      |